# Робер-Бурасса (ГЭС)
ГЭС Робер-Бурасса (фр. HPP Robert-Bourassa) — гидроэлектростанция, расположенная на реке Ла-Гранд (провинция Квебек, Канада).
Электростанция названа в честь премьер-министра Квебека. Комплекс имеет плотину, водосброс и подземную станцию. Установленная мощность гидроэлектростанции 5616 Мвт. Всего размещено 16 генераторов. Водохранилище имеет площадь 2835 км².

## Характеристика
Главная плотина расположена от электростанции на 4,5 км и имеет высоту 162 метра. Двадцать девять плотин сохраняют воду в водохранилище. Водосброс длиной в 1,4 км называют Лестница великанов. Водохранилище с объёмом 19,365 млрд. М³.
Сама станция является подземной . здесь расположены 16 генераторов Френсиса которые в среднем в год вырабатывают 26,5 миллиардов  кВт⋅ч.
Козловых кранов нету, затворы открываются автоматически.
Главная плотина является каменно-насыпной .Она имеет длину 2 км.